# Stocki Młyn
Stocki Młyn – osada kociewska w Polsce położona w województwie pomorskim, w powiecie tczewskim, w gminie Pelplin nad Wierzycą.
Znajduje się tu mała elektrownia wodna na Wierzycy o mocy 500kW – Stocki Młyn.
W latach 1975–1998 miejscowość administracyjnie należała do województwa gdańskiego.